# Leonivka, Makariv
Leonivka (în ucraineană Леонівка) este un sat în comuna Iablunivka din raionul Makariv, regiunea Kiev, Ucraina.

## Demografie
Componența lingvistică a localității Leonivka
     Ucraineană (98,04%)
     Rusă (1,96%)
Conform recensământului din 2001, majoritatea populației localității Leonivka era vorbitoare de ucraineană (98,04%), existând în minoritate și vorbitori de rusă (1,96%).